# Kampong Chhnang
Kampong Chhnang (in lingua khmer ក្រុងកំពង់ឆ្នាំង) è una città della Cambogia, capoluogo della provincia omonima. Nel 1998 contava 41.703 abitanti.